# Argyrotaenia
Argyrotaenia is een geslacht van vlinders van de familie bladrollers (Tortricidae), uit de onderfamilie Tortricinae.

## Soorten
- A. alisellana (Robinson, 1869)
- A. amatana (Dyar, 1901)
- A. artocopa (Meyrick, 1932)
- A. burnsorum Powell, 1960
- A. burroughsi Obraztsov, 1961
- A. cibdela Razowski, 1988
- A. citrana (Fernald, 1889)
- A. cockerellana (Kearfott, 1907)
- A. coconinana Brown & Cramer
- A. coloradana (Fernald, 1882)
- A. congruentana (Kennel, 1900)
- A. cupressae Powell, 1960
- A. dichroaca (Walsingham, 1914)
- A. dorsalana (Dyar, 1902)
- A. floridana Obraztsov, 1961
- A. franciscana (Walsingham, 1879)
- A. gogana (Kearfott, 1907)
- A. graceana Powell, 1960
- A. hemixia Razowski, 1991
- A. heureta (Walsingham, 1914)
- A. hodgesi Heppner, 1989
- A. improvisana Kuznetsov, 1973
- A. iopsamma (Meyrick, 1931)
- A. isolatissima Powell, 1964
- A. ivana (Fernald, 1901)
- A. juglandana (Fernald, 1879)
- A. kimballi Obraztsov, 1961
- A. lacernata Yasuda, 1975
- A. ljungiana

Bruinbandbladroller (Thunberg, 1797)
- A. lobata Razowski, 1988
- A. mariana (Fernald, 1882)
- A. martini Powell, 1960
- A. montezumae (Walsingham, 1914)
- A. nigricana Yasuda, 1975
- A. niscana (Kearfott, 1907)
- A. occultana Freeman, 1942
- A. paiuteana Powell, 1960
- A. pinatubana (Kearfott, 1905)
- A. polvosana Obraztsov, 1961
- A. ponera (Walsingham, 1914)
- A. provana (Kearfott, 1907)
- A. quadrifasciana (Fernald, 1882)
- A. quercifoliana (Fitch, 1858)
- A. repertana Freeman, 1944
- A. spaldingiana Obraztsov, 1961
- A. sphaleropa (Meyrick, 1909)
- A. tabulana Freeman, 1944
- A. tristriata (Meyrick, 1931)
- A. urbana (Busck, 1912)
- A. velutinana (Walker, 1863)